# Dicallaneura sangha
Dicallaneura sangha är en fjärilsart som beskrevs av Hans Fruhstorfer 1914. Dicallaneura sangha ingår i släktet Dicallaneura och familjen Riodinidae. Inga underarter finns listade i Catalogue of Life.